# Iridomyrmex conifer
Iridomyrmex conifer es una especie de hormiga del género Iridomyrmex, subfamilia Dolichoderinae. Fue descrita científicamente por Forel en 1902.
Se distribuye por Australia. Se ha encontrado a elevaciones de hasta 300 metros. Vive en microhábitats como nidos y matorrales.